# فرمان هشت‌ماده‌ای سید روح‌الله خمینی
سید روح‌الله خمینی اولین رهبر جمهوری اسلامی در تاریخ ۲۴ آذر ۱۳۶۱ فرمان هشت ماده‌ای را برای اجرا در قوای سه‌گانه نظام جمهوری اسلامی ایران صادر کرد. هدف از این نامه حفظ و رعایت حریم خصوصی توسط نیروهای حکومتی بود.
از آنجا که در آن مقطع تاریخی قوه قضائیه به‌صورت شورایی و تحت اشراف شورای عالی قضایی اداره می‌شد و از سوی دیگر انتخاب وزرای دولت، استانداران و… با رئیس‌جمهور نبود، پیام خطاب به رئیس وقت دیوان عالی کشور (موسوی اردبیلی) و نخست‌وزیر وقت (میرحسین موسوی) ابلاغ شد و این دو مسئول رسیدگی به آن شدند.

## مفاد
این فرمان شامل ۸ بند یا ماده است که گزیده‌ای از آن به شرح زیر است

### بند اول، دقت و سرعت در تهیه قوانین شرعیه
در بند اول روح‌الله خمینی بر تسریع در تهیه و ابلاغ قوانین شرعی تأکید دارد تا «قوانین مربوط به مسائل قضائی که مورد ابتلای عموم است و از اهمیت بیشتری برخوردار است در رأس سایر مصوبات قرار گیرد و کار قوه قضائیه به تأخیر یا تعطیل نکشد و حقوق مردم ضایع نشود.»

### بند دوم، سرعت و دقت در رسیدگی به صلاحیت قضات، دادستان‌ها، دادگاه‌ها و سایر کارمندان و متصدیان امور
در این بند با اشاره به سرعت و دقت در رسیدگی به صلاحیت متصدیان امور با بی‌طرفی کامل بدون مسامحه و بدون اشکال‌تراشی‌های جاهلانه، بر اینکه «میزان، حال فعلی افراد است» تأکید شده‌است.

### بند سوم، عمل همه دستگاه‌ها و ارگان‌ها به عدل اسلامی با استقلال و بدون ملاحظه از مقامات
در این بند به قضات فرمان داده شده «با استقلال و قدرت، بدون ملاحظه از مقامات و بدون مسامحه و تعویق به کار احکام اسلام را صادر کنند». همچنین به مأمورین ابلاغ و اجرای احکام و دیگر مربوطین به این امر فرمان داده شده که از احکام آنان تبعیت نمایند. خمینی در این بند «عمل به عدل اسلامی را مخصوص قوه قضائیه و متعلقات آن نمی‌داند»، بلکه از «سایر ارگان‌های نظام جمهوری اسلامی از مجلس و دولت و متعلقات آن و قوای نظامی و انتظامی و سپاه پاسداران و کمیته‌ها و بسیج و دیگر متصدیان امور» نیز می‌خواهد «به‌طور جدی به عدل اسلامی رفتار کنند و احدی حق ندارد با مردم رفتار غیراسلامی داشته باشد.»

### بند چهارم، ممنوعیت توقیف یا احضار بدون حکم قضایی
در ابن بنده آمده‌است: «هیچ‌کس حق ندارد کسی را بدون حکم قاضی که از روی موازین شرعیه باید باشد، توقیف کند یا احضار نماید، هر چند مدت توقیف کم باشد. توقیف یا احضار به عنف جرم است و موجب تعزیر شرعی است.»

### بند پنجم، ممنوعیت دخل و تصرف یا مصادره اموال مردم بدون حکم حاکم شرع
روح‌الله خمینی در بند پنجم عنوان می‌کند که: «هیچ‌کس حق ندارد در مالِ کسی چه منقول و چه غیرمنقول و در مورد حق کسی دخل و تصرف کند یا توقیف و مصادره نماید مگر به حکم حاکم شرع، آن هم پس از بررسی دقیق ثبوت حکم از نظر شرعی.»

### بند ششم، ممنوعیت ورود به حریم شخصی افراد (خانه، محل کار، تلفن و …) بدون اجازه
این بند به مسئله حفظ حریم شخصی (خصوصی) افراد می‌پردازد. خمینی در این بخش مواردی نظیر «ورود بدون اجازه به خانه یا مغازه یا محل کار شخصی افراد»، «جلب افراد»، «تعقیب و مراقبت افراد به نام کشف جرم و ارتکاب گناه»، «اهانت نسبت به افراد و ارتکاب اعمال غیرانسانی - اسلامی در حق آنان» «گوش کردن به تلفن یا نوار ضبط صوت دیگری به نام کشف جرم یا کشف مرکز گناه»، «شنودگذاشتن، دنبال اسرار مردم بودن، تجسس از گناهان مردم یا فاش‌کردن اسراری که از دیگران به او رسیده (ولو برای یک نفر)، به نام کشف گناه و جرم؛ هر چند گناه بزرگ باشد» را ممنوع و حرام برمی‌شمرد.

### بند هفتم، استثناءها و تبصره‌ها
در بند هفتم، خمینی به برخی استثناءها یا تبصره‌های بندهای ۱ تا ۶ اشاره نموده و با ذکر مصادیقی به شرح آن می‌پردازد. این بدین ترتیب می‌باشند:
- آنچه ذکر شد (مانند ممنوعیت ورود بدون اجازه به خانه یا مغازه یا محل کار، تجسس، شنودگذاشتن، تعقیب و مراقبت و …) در صورتی جایز است که به منظور کشف توطئه‌ها و مقابله با گروهک‌های مخالف نظام جمهوری اسلامی که قصد براندازی نظام و ترور شخصیت‌های مجاهد و مردم بی گناه کوچه و بازار را دارند و برای نقشه‌های خراب کاری و افساد فی الارض اجتماع می‌کنند و محارب خدا و رسول می‌باشند، صورت گیرد. با چنین مواردی باید در هر نقطه که باشند و هم چنین در جمیع ارگان‌های دولتی و دستگاه‌های قضائی و دانشگاه‌ها و دانشکده‌ها و دیگر مراکز با قاطعیت و شدت عمل ولی با احتیاط کامل باید عمل شود.[۷]
- در صورت جواز تجسس باید ضوابط شرعی رعایت گردد یا دستور دادستان باشد چرا که تعدی از حدود شرعی نسبت به آنان نیز ناروا است.[۷]
- اگر مأموران قضایی از روی خطا و اشتباه وارد منزل شخصی یا محل کار خصوصی شدند و با آلات لهو و قمار و فحشا و مواد مخدر برخورد کردند حق ندارند آن را پیش دیگران افشا کنند و هیچ‌کس حق ندارد هتک حرمت مسلمان نماید و از ضوابط شرعی تعدی کند و حق جلب آنان را نیز نداشته و تنها باید نهی از منکر کنند.[۷]
- کسانی که شغل آنان گردآوری و توزیع مواد مخدر است، مصداق مفسد فی الارض قرار می‌گیرند و علاوه بر ضبط مواد باید آنان را به مقامات قضایی معرفی کرد.[۷]
- قضات حق ندارند ابتدا حکمی صادر کنند که مأموران اجازه ورود به منازل یا محل کار افراد را داشته باشند که نه خانه امن و تیمی است و نه محل توطئه علیه نظام.[۷]

### بند هشتم: ابلاغ به رئیس دیوان عالی کشور و نخست‌وزیر
در بند هشتم سید روح‌الله خمینی، موسوی اردبیلی رئیس وقت دیوان عالی کشور و میرحسین موسوی نخست‌وزیر ایران را موظف می‌کند تا به جلوگیری از موارد ذکر شده بپردازند و نیز هیئت‌هایی را در استان‌ها به منظور بررسی شکایات مردم در مورد تعدی‌ها و تجاوزهای مأمورین اجرایی نسبت به حقوق و اموال ایشان انتخاب نمایند.

## تشکیل ستاد فرمان هشت ماده‌ای
چندی پس از صدور فرمان هشت ماده‌ای توسط سید روح‌الله خمینی، سید عبدالکریم موسوی اردبیلی به عنوان رئیس شورای عالی قضایی و میرحسین موسوی به عنوان رئیس دولت وقت مأمور تشکیل هیئتی برای رسیدگی به این امور شدند. این هیئت بعدها به ستاد اجرایی فرمان هشت ماده‌ای معروف و مقرر شد تا با همکاری دادستان کل کشور و دیگر عوامل با تهیه طرح و برنامه و ایجاد تشکیلات نوین، به تدوین لوایح قضایی جدید جمهوری اسلامی ایران پرداخته شود.
ستاد اجرایی فرمان هشت ماده‌ای با عضویت سیدعبدالکریم موسوی اردبیلی و میرحسین موسوی، محمد امامی کاشانی (رئیس وقت دیوان عدالت اداری)، سید مصطفی محقق داماد (رئیس وقت بازرسی کل کشور)، علی اکبر ناطق نوری (وزیر وقت کشور) و غلامرضا آقازاده (وزیر مشاور) تأسیس شد.